# Personnages des Maîtres de l'univers
 (août 2024).
- Si vous ne connaissez pas le sujet, laissez ce bandeau (vous pouvez alors contacter les auteurs).
- Si vous supprimez le contenu mis en cause (vous pouvez préalablement contacter les auteurs),

argumentez précisément cette suppression dans la page de discussion
(un manque de référence n'est pas un argument ; une recherche réelle de référence doit avoir été effectuée, être formellement documentée).

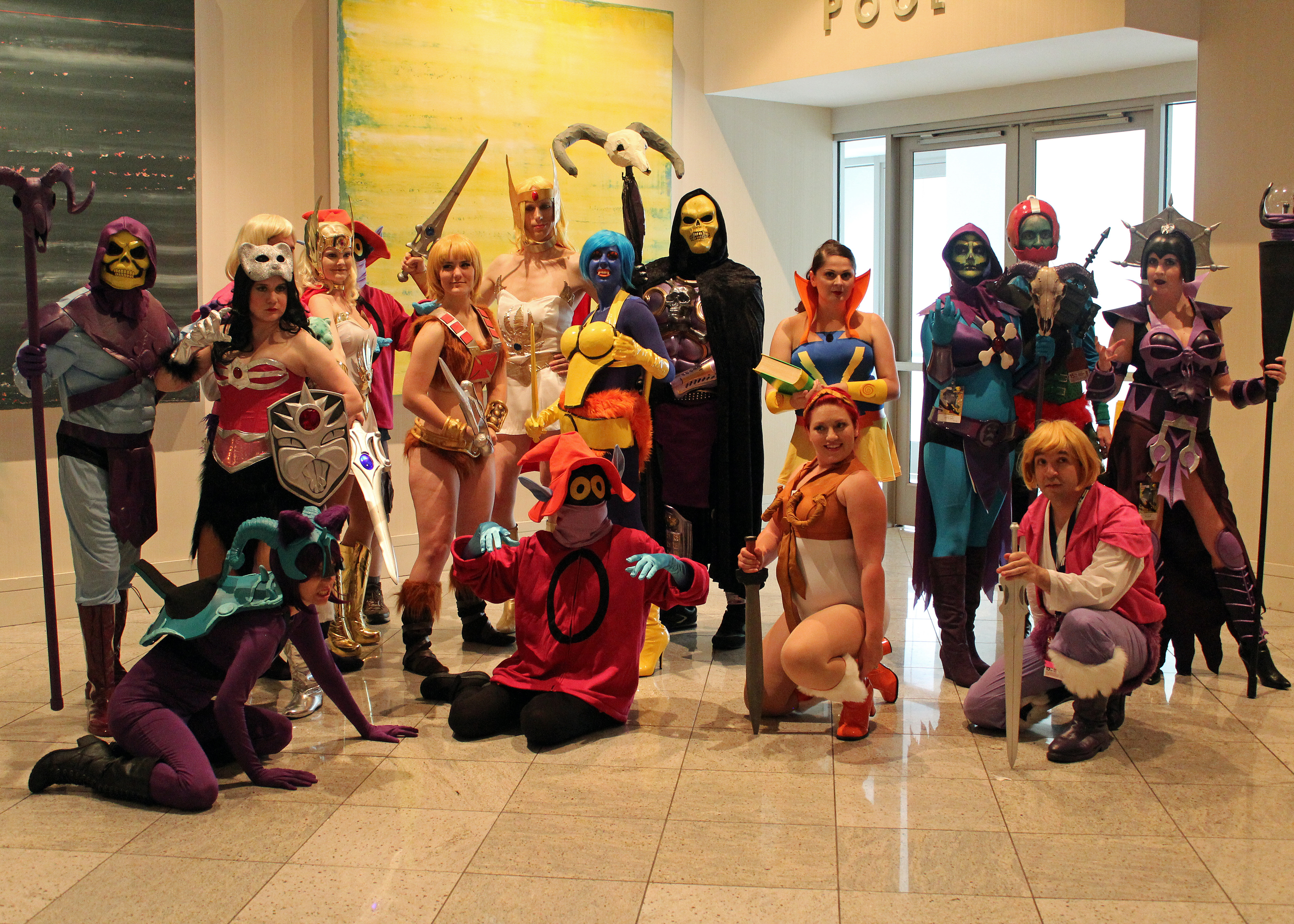
Cosplay de différents personnages à la DragonCon 2014.

Pour le dessin animé Les Maîtres de l'univers, Filmation a développé un univers extrêmement riche et cohérent qui dépassait le cadre de la gamme de jouets de Mattel. Le soin apporté par les producteurs Lou Scheimer et Hal Sutherland ainsi que les nombreux scénaristes sont pour beaucoup dans le succès de la série.
Un autre dessin animé a vu le jour en 2002, He-Man and the Masters of the Universe, réalisé par le studio Mike Young Production (MYP). Nous pouvons y retrouver la plupart des personnages principaux mais leur aspect graphique a été modernisé. Ce dessin animé n'a pas été traduit en français.

## Personnages Filmation
Les personnages figurent avec leur nom en V.O. Il est également mentionné leur(s) nom(s) en V.F et leur nombre d'apparitions. Le nombre de personnages étant très important, nous ne présentons que les plus marquants.

### Héros principaux
| Nom V.O.                                 | Nom V.F.                  | Nb app. | Descriptif |
| ---------------------------------------- | ------------------------- | ------- | --- |
| He-man                                   | Musclor / Prince Adam     | 130     | L'homme le plus puissant de l'univers et protecteur du Château des ombres. Il est l'alter-ego du Prince Adam. |
| Battle Cat / Cringer                     | Tigre de combat / Cringer | 100     | Fidèle compagnon du Prince Adam, Cringer/Gringer devient la monture de Musclor lorsque celui-ci se transforme. |
| Teela                                    | Tila                      | 105     | Capitaine de la garde royale d'Eternia, Tila est la fille de la Sorcière, adoptée par le Maître d'armes et élevée à la cour. Elle assiste régulièrement Musclor dans ses missions. Tila ne sait pas que sa mère est la sorcière mais elle sait que son père était un des plus grands guerriers d'Eternia. Elle espère un jour découvrir l'identité de sa mère. Le maître d'armes a promis à la sorcière de ne rien dévoiler sur l'identité sur la mère de Tila. Tila doit succéder un jour à sa mère dans sa fonction de sorcière et de gardienne du château des ombres ; c'est pour cette raison que le maître d'armes l'entraîne depuis sa plus tendre enfance au métier des armes. |
| Man-At-Arms                              | Le Maître d'armes         | 101     | Duncan est le plus vieil ami du roi Randor et le scientifique de la cour. Il connaît le secret du Prince Adam pour qui il joue le rôle de mentor. |
| Orko                                     | Orko                      | 116     | Ce petit magicien issu de la planète Trolla est l'allié fidèle et maladroit de Musclor, dont il connaît le secret. |
| King Randor                              | Roi Randor                | 66      | Randor est le monarque puissant et juste d'Eternia. Il est souvent désespéré par le comportement immature de son fils Adam. |
| Queen Marlena                            | Reine Marlena             | 53      | La mère du Prince Adam était une astronaute terrienne dont le vaisseau s'écrasa sur Eternia. Elle laisse parfois supposer qu'elle connaît le secret de son fils. |
| Sorceress of Castle Grayskull / Teela Na | La Sorcière / Tila Na     | 62      | Elle est la gardienne mystique du Château des ombres. Son destin lui interdit de quitter son domaine excepté sous la forme du faucon Zoar. Elle est la mère de Tila. |

### Génies du Mal
- Skeletor (71 épisodes) est le pire ennemi de Musclor. Anciennement Keldor, le sorcier au visage de squelette possède une puissance terrifiante et s'est juré de prendre le Château des ombres afin de dominer l'univers. Il fut le disciple de Hordack, chef de la Horde.
  - Panthor (8) est la monture de Skeletor. Cette panthère mauve est intelligente et agressive.
- Beast Man / Le Monstre (44) est le plus fidèle serviteur de Skeletor, capable de contrôler mentalement les animaux sauvages. Sa nature bestiale lui donne également une force surhumaine.
- Evil-Lyn / Démonia (38), la sorcière de la nuit, est la plus puissante alliée de Skeletor, dont elle rêve d’accaparer les pouvoirs. Démonia s’associe régulièrement avec d'autres méchants d'Eternia.
- Trap Jaw /	Dentos (36) est un cyborg à la mâchoire terrifiante. Spécialiste des armes, il peut changer son bras droit notamment en crochet, en pince ou en canon laser.
- Mer-Man	/ Océanor	(17) est le seigneur des mers. Il est amphibie et contrôle mentalement toutes les créatures aquatiques. Il est ennemi avec le maitre d'armes Duncan.
- Tri-Klops /	Triclops (10) possède trois yeux qui lui permettent de voir dans toutes les directions. Sa vision gamma lui permet de voir à travers la matière et de tirer des rafales.
- Clawful	/ Etor (7) est une créature moitié-homme, moitié-crabe qui possède deux pinces terrifiantes.
- Faker /	Fakor	(1) a été créé à l'image de Musclor pour tromper les héros.
- Fang Man	(1) est un homme-reptile capable de diriger les dragosaures et d'émettre un gaz paralysant.
- Icer	/ Glaçor	(1) est l'émissaire de Skeletor dans les régions nordiques. Il est capable de glacer n'importe quoi et peut se changer en eau.
- Jitsu / Chopper (1) est un guerrier asiatique possédant une main en acier.
- Kobra Khan (7) est un homme-serpent capable d'émettre un redoutable gaz soporifique et d'allonger ses bras.
- Modulok (3) : le savant fou Galen Nycroft s'est transformé en Modulok pour échapper aux geôles royales. Il s'est ensuite confronté à Musclor afin d'impressionner Skeletor.
- Spikor / Poitos (3) est un humanoïde recouvert de pointes redoutables. Il porte parfois un trident à la main gauche.
- Stinkor / Puantor : homme-mouffette.
- Strongarm (1) est un robot possédant une main de métal déformable. Sa force est démesurée.
- Two-Bad	/ Bi-tête	(4) est un guerrier bicéphale dont les deux têtes se chamaillent constamment.
- Webstor	/	Tarentulos (4) est un arachnide qui possède un pouvoir paralysant. Le grappin qu'il porte dans le dos lui permet d'escalader n'importe quel obstacle.
- Whiplash / Lézor (12) est un homme-reptile qui utilise sa queue pour donner des coups puissants.

### Amis et alliés
- Ram Man	/	Bélios (22)	est un guerrier monté sur ressorts dont les coups de tête sont redoutables. Un peu lent mentalement, ce guerrier est un allié régulier du palais royal.
- Stratos	(15) est le roi du Peuple Ailé vivant à Avion. Capable de voler et de tirer des rafales d'énergie, Stratos est l'un des alliés les plus réguliers de Musclor.
- Buzz-Off / Bourdon (4) est le roi des hommes-insectes. Il possède des ailes d'abeille et deux pinces.
- Cando	(4)	est le chef des Widgets, une race de lutins qui exploitent les mines de Coridite.
- Mark Blaze & Andrea Steele (1)	sont deux pilotes terriens dont le vaisseau spatial atterrit par accident sur Eternia.
- Dree Elle / Stella	(4) : cette habitante de la planète Trolla est la fiancée d'Orko.
- Estrellia (2) est une fille étrange venue des étoiles. Elle possède d'immenses pouvoirs magiques innés qui font la convoitise de deux peuples.
- Fisto (4)	: cet ancien allié de Skeletor repenti possède une main de métal destructrice. Il est l'homme le plus puissant après Musclor ; sa monture est le cheval mécanique Stridor.
- Granamyr	(4)	est le maître des dragons. Cette créature millénaire aux pouvoirs inimaginables était déçue par la race humaine avant de rencontrer Musclor.
- Koldar (1) est un guerrier à l'allure de gladiateur et un proche ami de Musclor. Sa monture est capable de se transformer en ombre.
- Laura (5) est une Widgets dotée d'un très fort caractère. Elle est fascinée par Musclor.
- Lizard Man (3) : ce petit reptilien est un allié occasionnel, capable de grimper aux murs et de courir très rapidement.
- Zodac (3)	: ce veilleur cosmique est un ancien membre du Conseil des sages d'Eternia. Lui et la Sorcière ont désigné le Prince Adam pour obtenir le Glaive magique.
- Malik (2) :	ce jeune sorcier est le gardien de la Fontaine de Jouvence. Il est tombé amoureux de Tila lorsqu'il l'a connue à l'école.
- Man-E-Faces	/ Maskor	(2)	est un acteur possédant trois identités : humain, monstre et robot. Rejeté par tout le monde, il a longtemps été malfaisant avant de croiser Musclor.
- Mekaneck	/ Mékanek	(3)	fut gravement blessé et recueilli par le Maître d'armes qui le dota d'un cou bionique. Il recherche désespérément son fils Filip qui a disparu.
- Melaktha (6)	est l'archéologue de la cour qui accompagne occasionnellement Adam pour explorer d'anciens vestiges.
- Montork (3)	: l'oncle d'Orko est le magicien le plus puissant de Trolla. Il est également le maître de l'académie de magie.
- Moss Man	/	Moussor	(2)	: cet homme végétal est capable de changer d'apparence et d'allonger ses membres. Il contrôle également la croissance des plantes.
- Om (1)	est une forme de vie énergétique extrêmement avancée. Lorsqu'elle visite Eternia, elle découvre l'horreur de la guerre et décide d'arbitrer la lutte entre Musclor et Skeletor.
- Roboto (1)	est un pilote extraterrestre échoué sur Eternia. Il appartient à une race robotique possédant un cœur.
- Sibyl-Lyn (1)	: cette sorcière était l'alliée de Gorgon et l'amie de Démonia avant de faire amende honorable et de réparer ses erreurs.
- Squinch (6)	est le plus jeune des Widgets. Assez naïf, il entraîne souvent les siens dans des mésaventures.
- Sy-Klone	/ Rotaror	(2), dont le jouet est nommé Dévastator, est un guerrier à la peau bleue, capable de provoquer des tornades en agitant ses bras.
- Zagraz (2) : ce magicien est le gardien des comètes qu'il peut créer et contrôler.
- Zanthor (1)	était un magicien qui vola les disques de la connaissance pour les donner à Skeletor. Il a été condamné à errer sur Eternia sous la forme d'un spectre.

### Vilains divers
- Batros (1)	est un être à moitié chauve-souris qui vit sur la face cachée d'Eternia. Il a volé les livres des bibliothèques royales
- Count Marzo	/	Comte Marzo (3) est un puissant sorcier vieux de plusieurs siècles. Pour obtenir le trône d'Eternia, Marzo concocte des plans machiavéliques pour lesquels il utilise régulièrement des enfants. Il a enlevé le fils de Mékanek.
- Daimar (1) est le seigneur des démons d'une autre dimension. Convoqué accidentellement par Orko, Daimar a été utilisé par Skeletor pour envahir le Château des ombres.
- Darkdream	/	Tenebros	(1)	: Ce sorcier à l'allure de fantôme a été condamné à vivre dans l'obscurité par la Sorcière. Il s'est allié avec Démonia afin d'instaurer les ténèbres sur Eternia.
- Evilseed	(1)	est un être végétal qui a voulu instaurer le règne des plantes sur Eternia. Musclor et la Sorcière devront s'allier à Skeletor pour lui tenir tête.
- General Tartaran	 (2) : ce monstre à l'allure de rhinocéros commande la redoutable armée des Goblins et est un allié précieux pour Skeletor. À cause de lui, Musclor faillit renoncer à sa carrière.
- Jarvan (1)	est un sorcier à la peau bleue qui s'est échappé des prisons royales afin de semer le chaos. Il a utilisé une drogue sur l'amie de Tila afin de la contrôler.
- Kothos (2) est un mage malveillant qui parcourt Eternia dans son palais volant. Transformé en ver par Démonia, il s'est juré de se venger de celle-ci.
- Masque (1) : Masque est un sorcier mystérieux entièrement dévoué à Shokoti. C'est lui qui fit émerger la pyramide de sa maîtresse.
- Morgoth	(1) : cet ancien sorcier ivre de pouvoir est le tout premier adversaire de la Sorcière. C'est lui qui a fait venir la Horde sur Eternia. Après s'être transformé en géant, il fut expédié dans une autre dimension.
- Negator	(2)	: Véritable batterie d'énergie, Negator n'a de cesse de trouver de nouvelles sources pour augmenter son pouvoir. Il est également capable de se transmuter en énergie pure.
- Sh'gora 	(1)	: Cette créature surpuissante qui épie Eternia depuis des millénaires a été invoquée par Skeletor. Ayant laissé celui-ci pour mort, Sh'gora se rend maître du Château des ombres et de la Sorcière.
- Shokoti	(1)	: Cette sorcière-démon d'un autre temps veut réveiller la Bête afin d'instaurer son règne d'horreur. Elle fut emprisonnée dans une pyramide magique par les Anciens.
- Todd (2)	est un seigneur qui enlevait des créatures bizarres pour sa propre collection. Après s'être repenti en apparence, il captura Tila afin d'en faire sa reine dans sa dimension natale.
- Zem	(1)	est un sorcier amoureux de la princesse Lyra. Pour se venger de Thorn, le neveu de Granamyr, Zem a libéré le dragon Shadow Wing.

### Créatures
- Bakul (1) est un démon des océans à qui Mer-man voulut offrir Tila en sacrifice.
- Colossor (1) est une statue géante rendue vivante par une machine de Skeletor.
- Crimson Scourge / Fléau rouge (1) est une créature de feu qui a été emprisonnée dans la forêt souterraine par les Anciens. Korr le magicien a été désigné comme gardien de sa prison.
- Gark	(2)	: ce dinosaure à trois yeux très affectueux est l'animal de compagnie de l'oncle Montork.
- Grimalkin (1) est un démon géant à l'apparence féline. Emprisonné sous la forme d'une statuette par le Peuple-chat, il a été libéré par Skeletor.
- Kraken (1) est une créature marine légendaire possédant quatre bras, deux ailes et un bec. Elle est contrôlée par Océanor.
- Moak (1) est une gentille taupe géante, capable de communiquer par télépathie mais complètement myope.
- Molkrom (1) est une créature démoniaque ressemblant à un centaure avec des tentacules. Depuis qu'il a été figé dans la glace par les Anciens, le peuple des cavernes attend son réveil.
- Sleeping beast / La bête de Shokoti (1) : cette créature abominable d'un autre âge ressemble à une pieuvre cyclope. Elle a été réveillée par Shokoti qu voulait lui offrir Musclor en sacrifice.
- Talgoth (1) est un dinosaure légendaire et malveillant qui absorbe les forces et les pouvoirs des êtres qui sont à proximité.

## Personnages de la gamme de jouets

### Génies du Mal
- Blast-Attack / Frak-Attak
- Dragstor / Turbor
- Mosquitor / Mousticor
- Ninjor
- Scare Glow / Spectror

### Hommes Serpents
- King Hiss / Roi Hisss
- Rattlor / Serpentor
- Sssqueeze / Ssstrictor
- Tung Lashor / Furilangue
- Snake Face / Repticor

### Héros du Bien
- Clamp Champ / Pinçor
- Extendar / Extensor
- Rio Blast / Rafalor
- Rokkon
- Spout Snout / Éléphantor
- Stonedar

### La Horde
- Hordak
- Grizzlor
- Mantenna
- Leech / Sangsor